# Mario (zanger)
Mario Dewar Barrett (Baltimore, 27 augustus 1986), beter bekend als Mario, is een Amerikaanse R&B-zanger.

## Biografie
In 2002 brak hij op 15-jarige leeftijd door met Just a friend 2002, gebaseerd op de hiphophit Just a friend van Biz Markie uit 1990. Het nummer was afkomstig van zijn debuutalbum Mario.
In december 2004 kwam zijn tweede album uit: Turning point, met daarop de nummer 1-hit Let me love you.
Hij had een grote rol in de dansfilm Step Up uit 2006. Hierin speelde hij een talentvolle DJ die op de Maryland School of the Arts (MSA) studeert.

## Discografie
| Album met eventuele hitnotering(en) in de Nederlandse Album Top 100 | Datum van verschijnen | Datum van binnenkomst | Hoogste positie | Aantal weken | Opmerkingen |
| ------------------------------------------------------------------- | --------------------- | --------------------- | --------------- | ------------ | ----------- |
| Mario                                                               | 23-07-2002            |                       |                 |              |             |
| Turning point                                                       | 07-12-2004            | 09-04-2005            | 6               | 10           |             |
| Go!                                                                 | 21-08-2007            |                       |                 |              |             |
| D.N.A                                                               | 13-10-2009            |                       |                 |              |             |

| Single met eventuele hitnotering(en) in de Nederlandse Top 40 | Datum van verschijnen | Datum van binnenkomst | Hoogste positie | Aantal weken | Opmerkingen      |
| ------------------------------------------------------------- | --------------------- | --------------------- | --------------- | ------------ | ---------------- |
| Just A Friend 2002                                            | 2002                  | -                     | -               | -            | #4 V.S., #18 ENG |
| Braid My Hair                                                 | 2002                  | -                     | -               | -            | #74 V.S.         |
| C'Mon                                                         | 2003                  | -                     | -               | -            | #28 ENG          |
| Let Me Love You                                               | 21-3-2005             | 19-3-2005             | 1(1wk)          | 11           |                  |
| How Could You                                                 | 2005                  | -                     | -               | -            | #52 V.S.         |
| Here I Go Again                                               |                       | 04-06-2005            | tip             | -            | #11 ENG          |

| Album met hitnotering(en) in de Vlaamse Ultratop 200 albums | Datum van verschijnen | Datum van binnenkomst | Hoogste positie | Aantal weken | Opmerkingen   |
| ----------------------------------------------------------- | --------------------- | --------------------- | --------------- | ------------ | ------------- |
| Let Me Love You                                             | 21-3-2005             | 19-3-2005             | 3               | 14           |               |
| Here I Go Again                                             |                       | 04-06-2005            | 43              | 3            | #11 ENG       |
| Boom                                                        | 2005                  | -                     | -               | -            | met Juvenille |
| How Do I Breathe                                            | 15-05-2007            | -                     | -               | -            |               |
| Kryptonite                                                  | 2007                  | -                     | -               | -            |               |
| Crying out for me                                           | 12-14-2006            | -                     | -               | -            |               |

| Single met hitnotering(en) in de Vlaamse Ultratop 50 | Datum van verschijnen | Datum van binnenkomst | Hoogste positie | Aantal weken | Opmerkingen |
| ---------------------------------------------------- | --------------------- | --------------------- | --------------- | ------------ | ----------- |
| Let Me Love You                                      | 21-3-2005             | 19-3-2005             | 3               | 14           |             |
| Here I Go Again                                      |                       | 04-06-2005            | 43              | 3            | #11 ENG     |

## Trivia
- In de Nederlandse Top 40 ging de single Let me love you in de derde week van 23 naar 1. De sprong is 1 keer eerder gemaakt: Ramaganana van Treble kwam binnen op 34, steeg 11 plaatsen naar 23 en daarna nummer 1. Deze begon op 25, steeg voorzichtig naar 23 en ging als een speer naar 1.

- Bibsys: 12034601
- Bibliothèque nationale de France: cb15922906v (data)
- Gemeinsame Normdatei: 13529195X
- International Standard Name Identifier: 0000 0001 1487 6589
- Library of Congress Control Number: no2003049595
- MusicBrainz: f236134b-7ebb-4ba8-b155-1791193d05ec
- Nationale Bibliotheek van Tsjechië: kv2008437618
- Nationale Bibliotheek van Israël: 987007439673005171
- Système universitaire de documentation: 160746728
- Virtual International Authority File: 72145971485732332187